# Kinema Citrus
K.K. Kinema Citrus (jap. 株式会社キネマシトラス, Kabushiki-gaisha Kinema Shitorasu, engl. KINEMA CITRUS Co., Ltd.) ist ein japanisches Animationsstudio.

## Geschichte
Kinema Citrus wurde im März 2008 von Muneki Ogasawara, Yūichirō Matsuka (vormals Produzent bei Production I.G) und Masaki Tachibana (vormals Regisseur bei Production I.G) gegründet.
Im April 2009 erschienen die ersten beiden Werke, bei denen das Studio federführend für die Animationen verantwortlich war: die Fernsehserie Higepiyo und der Kinofilm Eureka Seven – Good Night, Sleep Tight, Young Lovers. Bei einer Vielzahl an Werken kooperierte es bei der Produktion jedoch mit anderen Studios, wie Bones bei Tōkyō Magnitude 8.0, Orange bei Neppū Kairiku Bushi Road und Black Bullet oder TNK bei Busō Shinki: Moon Angel.

## Produktionen

### Fernsehserien
- 2009: Higepiyo
- 2009: Tokyo Magnitude 8.0
- 2012: Code:Breaker
- 2013: Oshiri Kajiri Mushi
- 2013: Yuyushiki
- 2014: Barakamon
- 2014: Black Bullet
- 2015: Gochūmon wa Usagi Desu ka??
- 2015: Gochūmon wa Usagi Desu ka??
- 2016: Kumamiko
- 2016: Norn9: Norn + Nonette
- 2016: Scorching Ping Pong Girls
- 2017: Made in Abyss

### Weitere Anime-Produktionen
- 2009: Eureka Seven – Good Night, Sleep Tight, Young Lovers (Film)
- 2011: Busō Shinki: Moon Angel (Web-Anime)
- 2011: Eiyū Densetsu: Sora no Kiseki (OVA)
- 2011: .hack//Quantum (OVA)
- 2012: Marimono no Hana – Saikyō Butōha Shōgakusei Densetsu (OVA)
- 2012: Nagareboshi Lens (OVA)
- 2014: Neppū Kairiku Bushi Road (Special)
- 2016: Under the Dog (OVA)